# Champsac
Champsac település Franciaországban, Haute-Vienne megyében. Lakosainak száma 688 fő (2022. január 1.). Champsac Gorre, Châlus, Pageas, Champagnac-la-Rivière és Saint-Laurent-sur-Gorre községekkel határos.

## Népesség
A település népességének változása:
| Lakosok száma | 670  | 678  | 686  | 671  | 668  | 669  | 674  | 673  | 688  |
|               | 2013 | 2015 | 2016 | 2017 | 2018 | 2019 | 2020 | 2021 | 2022 |